# Cuisine de Padang

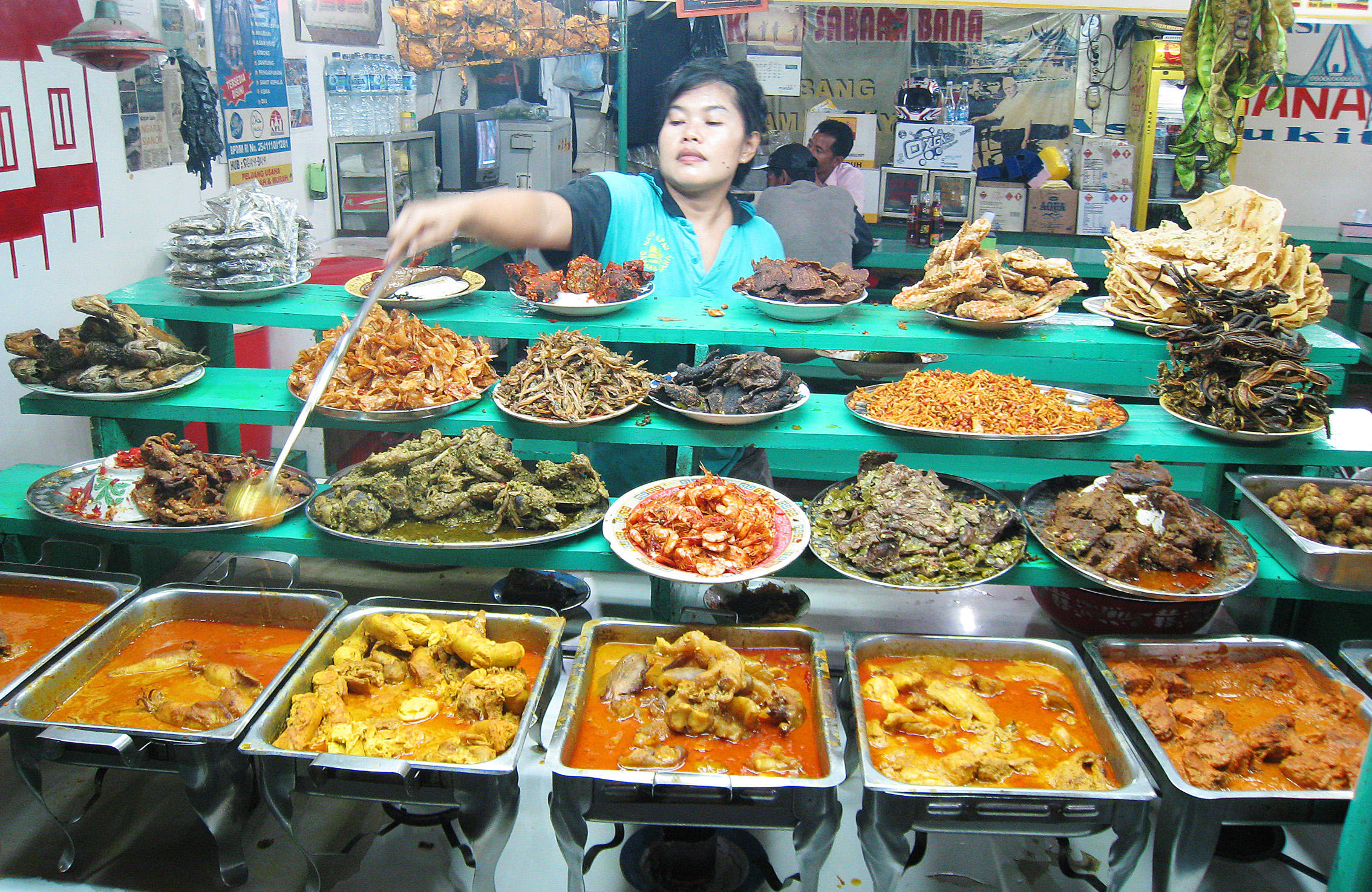
Variétés de plats dans un nasi kapau de la cuisine minangkabau de Bukittinggi.

La cuisine de Padang est la cuisine des Minangkabau de Sumatra occidental, en Indonésie. C'est une des cuisines les plus populaires du monde malais. Elle est connue en Indonésie sous le nom de masakan padang (« cuisine padang »), et ailleurs sous le nom anglais de padang food, d'après la ville de Padang, la capitale de la province de Sumatra occidental. Elle est proposée dans des restaurants détenus par des perantauan (immigrants) minangkabau dans les villes indonésiennes.
La cuisine de Padang est omniprésente dans l'archipel indonésien, ainsi qu'en Malaisie et à Singapour. Le terme de « cuisine de Padang » est en revanche rarement utilisé dans les villes minangkabau, telles que Bukittinggi, lieu culinaire emblématique de l'ouest de Sumatra, où l'on parle de masakan minang ou de cuisine minangkaba.
La cuisine de Padang est réputée pour son goût et son emploi de lait de coco et de piments. Elle est très empreinte de cuisine indienne et du Moyen-Orient, notamment par l'emploi de curry.
La majorité des Minangkabau étant musulmane, la cuisine de Padang est halal. On retrouve ainsi du bœuf, du buffle d'eau, de la chèvre, de l'agneau, de la volaille et du poisson. Quasiment tous les morceaux du bœuf sont utilisés, de la viande aux abats : côtes, langue, queue, foie, tripes, cervelle, moelle osseuse, rate, intestins, cartilage, tendon, et même la peau. Les produits de la mer sont très utilisés sur les villes côtières, ils sont essentiellement grillés ou frits dans une sauce pimentée ou dans un curry. Le poisson, les crevettes et les seiches sont cuisinés de façon identique. La plupart des plats sont accompagnés de riz, ou de riz compressé, tel que le katupek (ketupat). Les légumes sont généralement bouillis, comme la feuille de manioc, ou immergés dans un curry épais.

## Restaurants padang

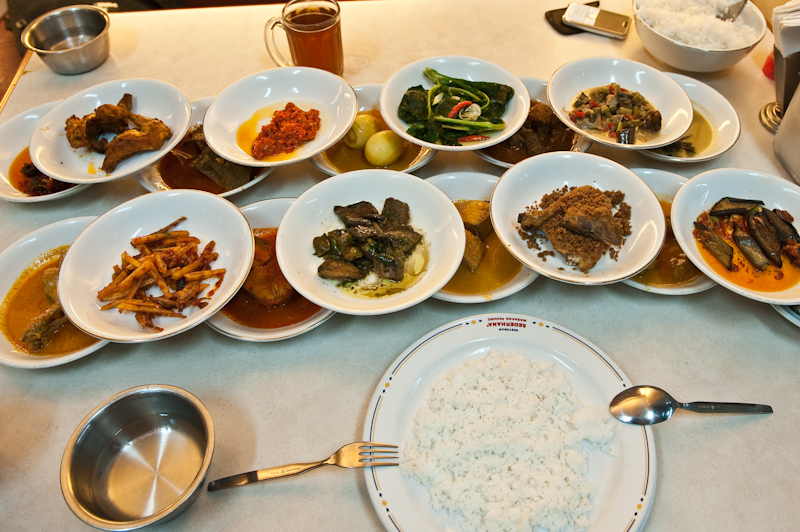
Cuisine de Padang façon hidang servie au restaurant Sederhana. Tous les plats sont présentés en buffet. Le client ne paye que ce qu'il consomme.

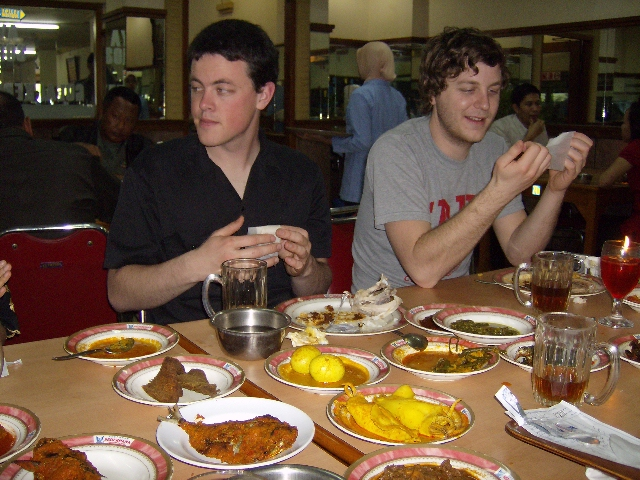
Repas hidang dans un restaurant de Padang. Une douzaine de plats sont servis.

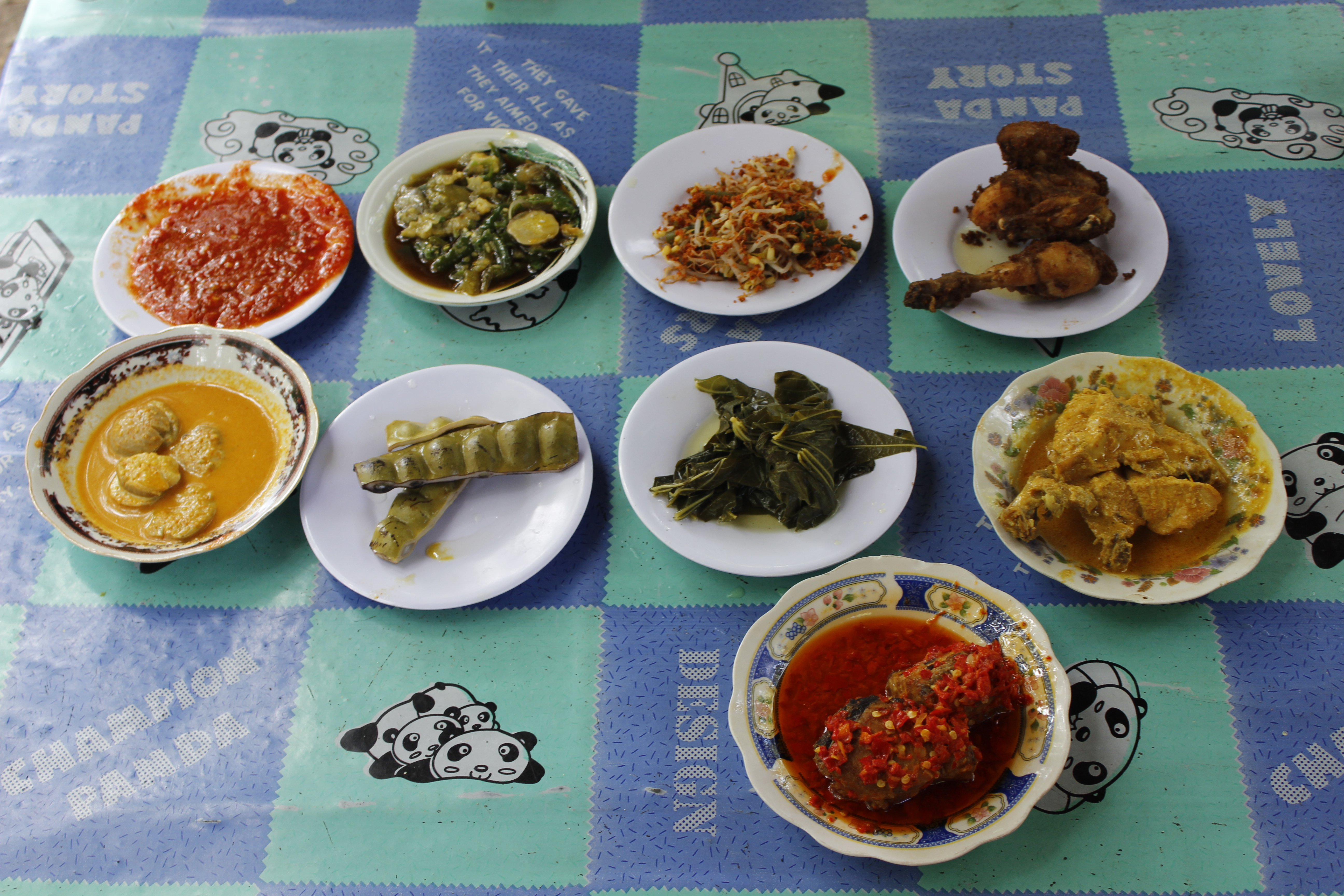
Certains plats de la cuisine de Padang, servis sur un étal de plage de Gandoriah Beach (Pariaman). Sur les villes côtières, les plats sont dominés par les produits de la mer.

Dans les restaurants padang, c'est-à-dire servant des plats de la cuisine de Padang, il est coutume de manger d'une seule main. Un kobokan, un bol d'eau plate citronnée, est généralement utilisé en guise de rince-doigt.
Les plats sont cuisinés une seule fois dans la journée.
Le nasi Padang désigne un restaurant dans lequel le consommateur va chercher ses plats dans un buffet libre-service.
Le terme hidang est une autre variante des restaurants padang, dans lequel les consommateurs s'asseyent et ne commandent pas. Un serveur amène sur la table une douzaine de plats en petites quantités. Les consommateurs choisissent seulement ce qui leur plait, et ne payent que ce qu'ils ont consommé. Un des plats les plus emblématiques de la cuisine de Padang est le rendang, un ragoût épicé de viande. Le soto Padang (bœuf croustillant dans une soupe épicée) est un petit déjeuner de prédilection, tandis que le sate (sate de bœuf dans une sauce curry servis avec du ketupat) est très prisé.
Le service est différent dans les restaurants appelés nasi kapau, originaires de Bukittinggi. Une fois le consommateur assis, il passe commande. Les plats sont alors amenés dans un plat de riz ou dans différents petits plats.
il existe une myriade de restaurants de cuisine padang en Indonésie. Dans la seule métropole de Jakarta, il y a au moins 20 000 restaurants. Il existe également de nombreuses chaines de restaurants proposant ce type de cuisine et de service, tels que Sederhana, Garuda, Pagi Sore, Simpang Raya, Sari Ratu, Sari Minang, Salero Bagindo et Natrabu.

## Plats

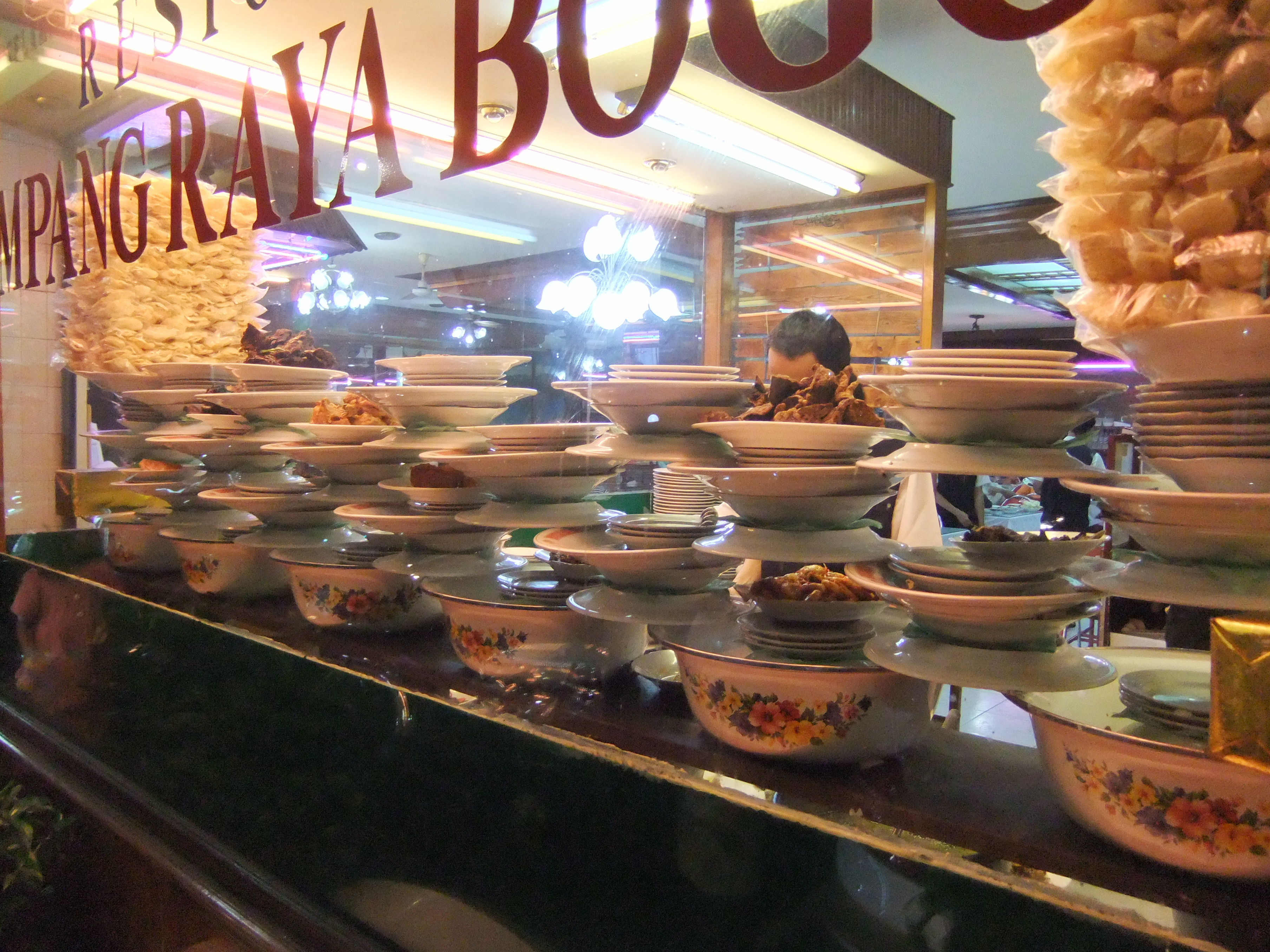
Assortiment de plats de cuisine padang dans une vitrine.

- Rendang, morceaux de bœuf braisés dans une soupe épicée de lait de coco. On trouve également du rendang ayam (poulet), rendang itiak (canard), rendang lokan (moules), et bien d'autres.
- Daun ubi tumbuk, feuilles de manioc dans du lait de coco
- Sate Padang, sate façon Padang, brochettes dans une sauce jaune épaisse
- Soto Padang, soupe de bœuf
- Sambal balado, sambal avec de gros morceaux de piments
- Sambal lado tanak
- Kalio, proche du rendang. La viande est moins sèche
- Gulai ayam, gulai de poulet.
- Gulai cancang, gulai de viande et d'abats de bœuf
- Gulai tunjang, gulai de tendons de bœuf
- Gulai babek, gulai babat ou gulai paruik kabau, tripes de bœuf
- Gulai iso ou gulai usus, gulai d'intestins de bœuf farcis d’œuf et de tofu
- Gulai limpo, gulai de rate de bœuf
- Gulai sti, gulai de foie de bœuf
- Gulai otak, gulai de cervelle de bœuf
- Gulai sumsum, gulai d'os à moelle
- Gulai gajeboh, gulai de graisse de bœuf
- Gulai itik, gulai de canard
- Gulai yalua, gulai d’œufs durs
- Gulai kepala ikan kakap merah, gulai de tête de vivaneau campèche
- Gulai jariang, gulai de jengkol
- Dendeng batokok, bœuf croustillant
- Dendeng balado, bœuf croustillant et piment
- Palai, recette minang de pepes
- Paru goreng, langue de bœuf frite
- Asam padeh
- Ayam bakar, poulet grillé épicé
- Ayam goreng, poulet frit épicé
- Ayam pop, poulet façon Padang, bouilli puis frit
- Ikan bilih, petit poisson d'eau douce, frit, de la famille des Mystacoleucus
- Baluik goreng, anguille frite
- Udang balado, crevettes pimentées
- Rajungan goreng, crabe frit
- Terong balado, aubergine en sauce pimentée
- Petai goreng, haricots frits (Parkia speciosa)
- Peyek udang, rempeyek de crevettes
- Kerupuk jangek, krupuk de peau de bœuf

## Snacks et boissons

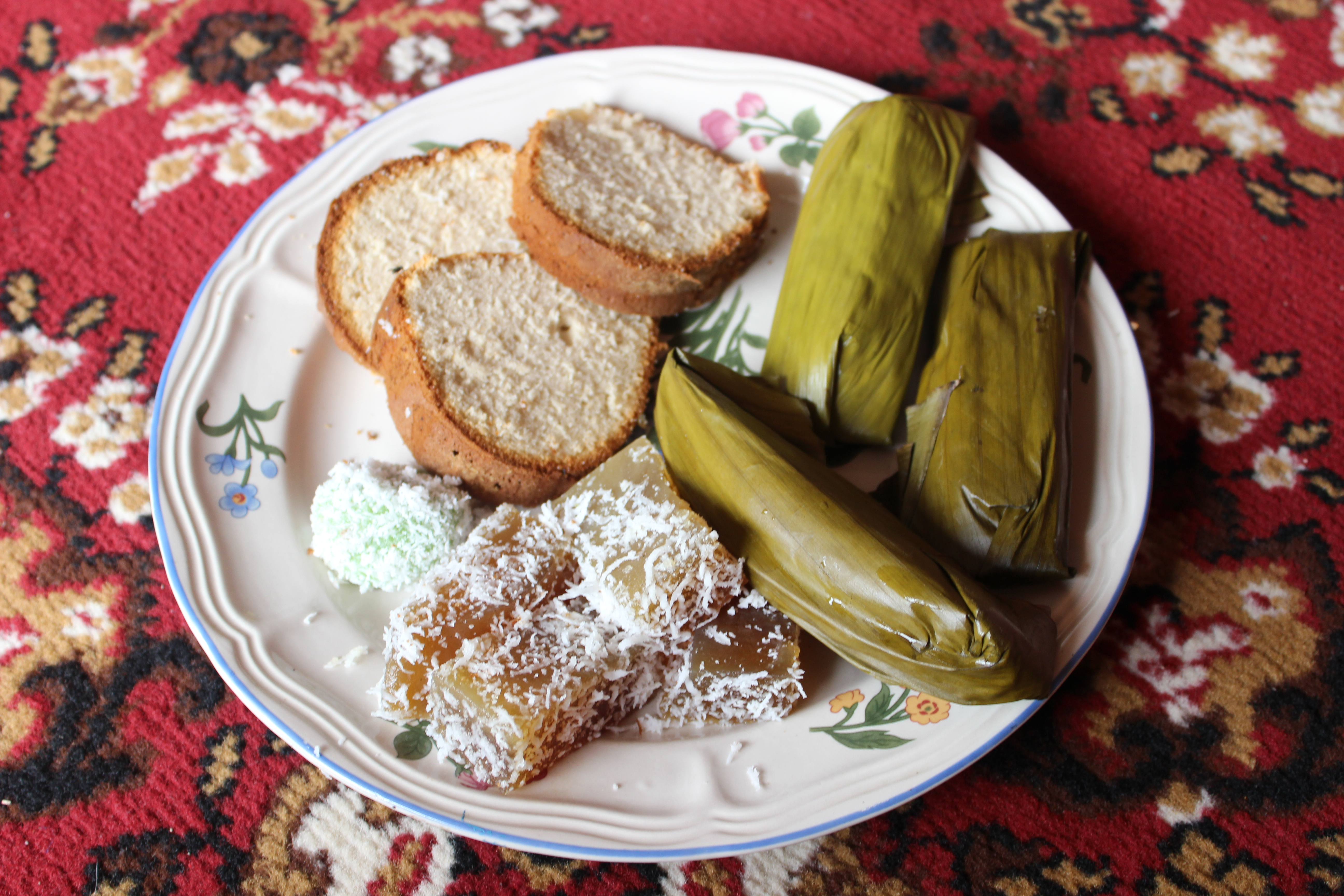
Assiette de snacks minangais, surtout servis lors de grandes occasions.

- Lemang, mélange de riz gluant, de lait de coco et de pandan servis dans un bambou (talang)
- Tapai, riz gluant fermenté
- Teh talua, mélange de thé et d’œuf
- Dadiah, lait de buffle fermenté
- Bubur kampiun, bouillie de farine de riz mélangée avec du sucre roux
- Es tebak, mélange d'avocat, de jacquier, de tebak, hachés et glacés dans du lait sucré
- Karupuak jangek, chips de peau de bœuf
- Karipiak balado ou karipiak sanjai, chips de manioc enrobées de pâte de piment
- Dakak-dakak
- Galamai
- Amping dadiah
- Lopek sarikayo